# Ocmulgee nationalmonument

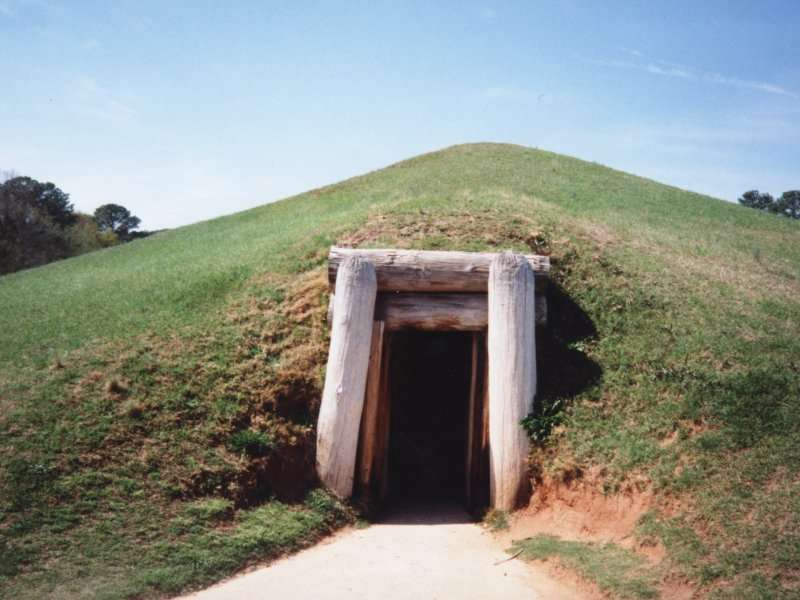
Ocmulgee nationalmonument

Ocmulgee nationalmonument ligger i Macon i delstaten Georgia i USA. Här bevaras spåren av mänsklig aktivitet i området. De äldsta är 12 000 år gamla.